# Ivar
Ivar är ett mansnamn med fornnordiskt ursprung vars förled iwa- har betydelsen 'idegran' eller 'stridspilbåge (av idegransträ)' och efterleden kommer av harja med betydelsen 'krigare'.  
Namnet var populärt i början av 1900-talet och ökade senare i början på 2000-talet åter igen bland nyfödda. Den 31 december 2014 fanns det totalt 19 675 personer i Sverige med namnet, varav 3 244 med det som tilltalsnamn. År 2014 fick 189 pojkar Ivar som tilltalsnamn vilket gjorde det till det 84:e populäraste namnet det året.
Namnet är även vanligt i Norge, Estland (med varianten Aivar), Island (Ívar) och Lettland (Ivars samt Aivars). Den finska formen är Iivari.
Namnsdag i Sverige: 31 januari tillsammans med Joar. I den finlandssvenska namnsdagslängden har Ivar namnsdag 22 augusti sedan starten 1929, då en egen namnsdagskalender togs i bruk för finlandssvenskar.

## Personer med namnet Ivar
- Ivar Aasen, norsk språkforskare
- Ivar Afzelius, riksdagsledamot och ledamot av Svenska Akademien
- Ivar Anderson, svensk politiker (H) och tidningsman
- Ivar Aronsson, roddare, OS-silver 1956
- Ivar Arosenius, svensk konstnär och författare (Kattresan).
- Ivar Arpi, svensk politisk skribent och borgerlig debattör
- Ivar Axelsson (Tott), svenskt och danskt riksråd
- Ivar Ballangrud, norsk längdskrinnare
- Ivar Bendixson, matematiker, professor, högskolerektor
- Ivar Benlös, viking
- Ivar Frederik Bredal, dansk kompositör
- Ivar Conradson, svensk poet
- Ivar Rikard Dehnisch, svensk forskare
- Ivar Formo, norsk längdskidåkare
- Ivar Giæver, norsk-amerikansk fysiker och nobelpristagare.
- Ivars Godmanis, lettisk politiker
- Ivar Grünthal, estnisk författare
- Ivar Hallström, svensk tonsättare
- Ivar Hedenblad, manskörsdirigent
- Ivar Hylander, biskop
- Ívar Ingimarsson, isländsk fotbollsspelare
- Ivar Ivask, estnisk lyriker och litteraturvetare
- Ivar Johansson, svensk brottare, bragdmedaljör
- Ivars Kalniņš, lettisk skådespelare
- Ivar Kreuger, svensk företagare
- Ivar Kruse, svensk bandyspelare
- Ivar Kåge, svensk skådespelare
- Ivar Lo-Johansson, svensk författare
- Ivar Henning Mankell, svensk tonsättare
- Per Ivar Moe, norsk skrinnare
- Ivar Nilsson (Natt och Dag) (1590–1651), svensk ämbetsman
- Ivar Nilsson (politiker) (1921–1989), svensk lantbrukare och politiker
- Ivar Nilsson (skridskoåkare) (1933-2019), svensk skridskoåkare
- Ivar Nilsson (skådespelare) (1877–1929), svensk skådespelare
- Iwar Nilsson (1890–1941), svensk tidningsman och hembygdsforskare
- Ivar Nilzon (1892–1975), svensk lantbrukare och politiker
- Carl-Ivar Nilsson, svensk skådespelare
- Ivar Nordberg, socialdemokratisk politiker, landshövding
- Iver Rearsson i Staxäng, svensk skeppare som åtalades för häxeri
- Ivar Rydén, svensk operasångare
- Ivar Sipra, estnisk musiker
- Ivar Sjölin, svensk brottare, OS-silver 1948
- Carl Ivar Ståhle, språkforskare och ledamot av Svenska Akademien
- Ivar Svensson (fotbollsspelare) (1893–1934)
- Ivar Svensson (konstnär) (1911–1968), hemmansägare och målare
- Ivar Svensson (läkare) (1839–1912), kirurg
- Ivar Tengbom, svensk arkitekt
- Ivar Vidfamne, skånsk sagokung, förekommer i Ynglingasagan
- Ivar Vennerström svensk försvarsminister 1932–36
- Iwar Wiklander, svensk skådespelare

## Fiktiva karaktärer
- Guld-Ivar Flinthjärta, tecknad figur
- Lektor Ivar Barfoth, karaktär i Hjalmar Bergmans romaner Markurells i Wadköping ( 1919 ) samt Jag, Ljung och Medardus ( 1923 )
- Ivar Olsson, karaktär i 1996 års julkalender Mysteriet på Greveholm